# Febre Romana
Roman Fever (br/pt: Febre Romana) é um conto da escritora americana Edith Wharton. Foi publicado pela primeira vez na revista Liberty, em 1934, e posteriormente foi incluído na última coleção de contos de Wharton, The World Over.

## Enredo
As protagonistas são Grace Ansley e Alida Slade, duas mulheres americanas de meia-idade que estão visitando Roma, com suas filhas, Barbara Ansley e Jenny Slade. As senhoras cresceram em Manhattan, Nova York, e são amigas de infância. Uma  juvenil e romântica rivalidade levou a Sra. Slade a nutrir sentimentos de inveja e ódio contra a Sra. Ansley.
Nas páginas de abertura da história, as duas mulheres comparam suas filhas e refletem sobre a vida uma da outra. Eventualmente, Sra. Slade revela um segredo sobre uma carta escrita à Sra. Ansley em uma visita a Roma, há muitos anos. A carta era supostamente do noivo da Sra. Slade, Delphin, convidando a Sra. Ansley para um encontro no Coliseu. Na verdade, a própria Sra. Slade tinha escrito a carta, em uma tentativa de tirar a Sra. Ansley do caminho de seu noivado por desapontá-la com a ausência do Delphin (e, fica implícito, deixar a Sra. Ansley doente com febre romana). A Sra. Ansley fica chateado com essa revelação, mas revela que ela não foi deixada sozinha no Coliseu—ela respondeu à carta, e Delphin veio encontrá-la. A Sra. Slade eventualmente afirma que a Sra. Ansley não deve sentir pena dela, porque "eu o tive [Delphin] por 25 anos", enquanto a Sra. Ansley não teve "nada além de uma carta que ele não escreveu." A Sra. Ansley responde, na última frase da história: "Eu tive a Barbara".

## Tempo e espaço
A configuração da história se passa no período da tarde, na cidade de Roma. Duas ricas viúvas de meia-idade estão visitando Roma, com suas duas filhas solteiras. O cenário exótico ilustra o poder e a classe da qual as mulheres proveem, mas o contexto da Roma Antiga, como o Coliseu, insinua intriga ao estilo Império Romano.

## Temas
Luta pelo poder entre aqueles das classes superiores:  A Sra. Slade e a Sra. Ansley disputam noivado com o Sr. Slade. A eventual Sra. Slade tenta remover a Sra. Ansley de cena com uma falsa carta convidando-a para um encontro noturno. Enquanto o plano sai pela culatra para a Sra. Slade porque seu eventual marido, de fato encontra-se com a Sra. Ansley, Mrs. Slade ainda se casa com seu namorado, mas parece que a futura Sra. Ansley realmente dá a luz à filha do Sr. Slade, Barbara. 
Traição e enganaçao: As duas personagens principais usam subterfúgios e maquinação a fim de melhorar as suas perspectivas de noivado como quando jovens. 
Rancores: E na meia-idade, a Sra. Slade e a Sra. Ansley introduzem surpresas com décadas de idade, inesperado em personagens tão semelhantes em proximidade, idade e classe.

## Representação das relações femininas
A Sra. Ansley e a Sra. Slade têm uma relação agridoce cheia de inveja, traição e competição. Elas comparam sua batalha ao longo da vida por um homem, Delphin Slade, e agora disputam a respeito de quem tem a filha mais impressionante, ambas as quais, ironicamente, têm o mesmo pai.

## Recepção crítica
Embora os críticos deram especial atenção a "Romam Fever" imediatamente após World Over ser publicado, a história tem recebido relativamente pouca atenção da crítica desde então. Mas a surpresa revelada por Grace na última linha é incitante.

## Adaptações
A adaptação em um único ato de "Roman Fever" feita por Hugh Leonard foi encenada pela primeira vez em Dublin, em 1983. A ópera de Robert Ward Roman Fever, que estreou em 1993 na Universidade de Duke é baseada neste trabalho.
 A ópera do compositor húngaro Gyula Fekete Roman Fever estreou em 1996 no Merlin Theatre em Budapeste. Em setembro de 1964, a rádio KPFA transmitiu uma adaptação para o rádio de Roman Fever, com Pat Franklin e Shirley Medina, adaptada e dirigida por Erik Bauersfeld, e produção técnica de John Whiting.